# スタート!
『スタート!』は、中山七里の推理小説。映画撮影現場を舞台とし、映画業界のリアルに挑んだミステリーと作品づくりのドキュメントを融合したエンターテイメント作品。

## 執筆背景
当初は戦後すぐの時代を舞台にしたものにするつもりだったが、当時の担当から「現代を舞台に」と言われたことと、2013年公開の映画『さよならドビュッシー』の撮影現場に陣中見舞に行った際、映画の原作の他に『連続殺人鬼カエル男』の感想も多くの人から聞くことができたが、「こちらは映画化は無理ですね」とみんなに口を揃えて言われたため、「よし、それなら自分で作ってやる!」と思ったことで、現代の撮影現場が舞台となった。小説内では『災厄の季節』というタイトルで撮影が進行していくが、これは『このミステリーがすごい!』大賞に応募した時に使っていた『連続殺人鬼カエル男』の旧題である。
著者の中山は無類の映画好きだが、この作品に関しても特に改めて取材はせず資料も集めず、ひたすら想像で撮影現場を描いた。それよりも、話の中心である監督にいかにカリスマ性をもたせるかということに重きをおき、大森監督には中山が凄いと思った3人の実在の監督の個性を混ぜ合わせて入れ込まれた。
単行本の帯には利重剛、柳下毅一郎、香山二三郎が推薦文を寄せている。
文芸雑誌『ダ・ヴィンチ』2013年1月号のインタビューで、中山はこの作品を「広い意味での密室ミステリーである」と述べている。

## あらすじ
くだらないバラエティ番組の仕事ばかりやらされるテレビ局に別れを告げ、映画の世界に飛び込んで5年。曲がりなりにも助監督として映画の制作に関われてはいたが、宮藤映一は虚しさを感じていた。この世界をめざすことになったきっかけとなった映画界の巨匠・大森宗俊の下で寝る暇も惜しんで映画作りに励んでいたあのころの情熱は一体どこへ行ってしまったのか?
惰性で仕事をし続ける自分にも嫌気がさしていたころ、映一にとって願ってもない話が舞い込んでくる。3年ぶりに大森宗俊が新作を撮ることが決定し、そのスタッフとして映一にもお呼びがかかったのだ。意気揚々と大森の自宅で行われるオールスタッフ（スタッフ編成の他、キャスティングや撮影スケジュール作成、今後の大まかな計画表を作るミーティング）に駆け付けたが、すでに問題は山積み。製作費をたてに無理やりプロデューサーに名を連ねる帝都テレビの連中、そしてそのコネで押し上げられたスキャンダルまみれの女優。おまけに去年肺炎で入院していた大森は痩せこけており、体調が万全というわけではないらしい。そのうえ撮ろうとしている映画の原作は、猟奇場面と暴力描写もさることながら、刑法39条や精神障害も扱う作品で、関係者の間では映像化は困難とされていたものであった。しかし大森が決めたのなら、迷うことはない。映一もこの映画に全力を注ぐことを決意する。
しかし実際に撮影が開始されてからも、トラブルは続出する。撮影スタジオのスポットライトが突然落下し、プロデューサーの曽根が全治2か月の大怪我をしたのを発端に、台本の最終稿がネットに流出したり、作品の内容が精神障碍者を不当に扱っていると弁護士が抗議に来たり、セットの一部が本物とすりかえられてヒロインの女優が怪我をしたり…。予算の枯渇で脚本変更とシーンの大幅カット、そしてついには殺人まで。監督も吐血して倒れてしまった今、この作品は本当に無事に完成するのか? そしてこの様々なトラブルは一体誰の仕業なのか?

## 登場人物

### 大森組
宮藤 映一（くどう えいいち）
主人公。映像の仕事がしたくてテレビ局に入社したが、くだらないバラエティ番組のADばかりで腐る日々を送っていた。そんな中、ある新作映画のメイキングに参加した時、大森宗俊の知遇を得て映画スタッフの一員に加えられ、2年間、映画の現場で毎日が発見と驚嘆の連続である濃密な日々を過ごした。その経験は何物にも代えがたい財産となっている。以降、映画監督をめざして映画の世界に入る。
そして曲がりなりにも助監督と呼ばれるようになって5年、現在34歳。最初のころは自分でも呆れるくらいに熱く、監督以上に小道具一つ衣装一着に拘りを見せ、どれだけ寝不足だろうが二日酔いであろうが撮影所に入れば心と身体が跳ね起きた。しかし現在は、最初に起用してくれた監督の威光で様々な現場からお呼びが掛かり、5年の間にサードからセカンドに昇格したものの、意に染まぬ仕事が多く、惰性で働くようになり昔の湧き立つような興奮はなくなっている。現在は酒浸りの日々。
スティーヴン・スピルバーグやデヴィッド・リンチを特に尊敬しており、部屋にポスターを貼っている。メールの着信音は『E.T.』、通話の着信音は『インディ・ジョーンズ』。地下鉄の駅から徒歩15分のオートロックでもない築20年を過ぎた5階建てのアパートに住んでいる。
大森 宗俊（おおもり そうしゅん）
監督。邦画界の重鎮、映画界の巨匠。宮藤や小森らからは「オヤジ」と呼ばれている。デビュー2作目でいきなりベルリン国際映画祭の金熊賞を獲得。それ以降も世界に通用する傑作を作り続けたが、完璧主義を貫くあまり、1作に最低4年かかってしまう。彼が率いる制作スタッフは”大森組”と呼ばれ、海外の映画界でも彼を師と仰ぐ者は多く、彼の映画に触発されてこの世界に入ってきた”大森チルドレン”も多数存在する。国内での評価は海外のそれに追随する形。作品の完成度を追求するあまり、いつも資金繰りに苦しめられており、実はそれが寡作である理由の一つ。静謐な佇まいより、過剰なまでのドラマを好み、ビデオ撮りは大嫌いでフィルムにこだわる。美人好みだが、男の運命を狂わせるような存在感がなければフィルムに残す価値などないというのが持論。世田谷区の砧に、内玄関と外玄関が分かれた屋敷ともいうべき日本家屋の自宅があり、試写室を兼ねた大広間があるため、大森組のオールスタッフ（スタッフ編成の他、キャスティングや撮影スケジュールなどを作成する作業）はここで行われるのが慣例。実は製作費を捻出するために何度も抵当に入っている。
昨年肺炎で入院し、以前より顔も身体もひと回り小さくなり、髪の毛の艶もなく四肢がやせ細ってしまった。外部の移動には車椅子を使うように夫人から厳命されている。しかし相対する者を射抜くような眼光は変わらずトレードマークとも言われている咥えタバコはやめず、〈蒸気機関車〉と綽名をつけられる程のチェーン・スモーカーぶりも変わらず。
紳士というわけではなく、温厚でもない。直情径行で気難しい。それなのになぜかその人柄に皆惹きつけられる。妙に子供じみたところもあり、仕事の出来不出来をすぐ顔に出す。癇癪玉が爆ぜる寸前になると、左手で額を押さえ、右手の指がせわしなく動き出す。しかし誉める時には極上の笑顔を炸裂させるので、それが見たくて周囲が奔走することしばしば。
現場は刺激的でアイデアが見る間に形になり、照明の当て方や美術の工夫、演出方法などは他の現場でも応用がきく。どんなカットやどんな演技指導にも勘や経験だけでなく明確な理論づけがあり、「報酬をもらって映画学校に通っているようなものだ」と歓喜した者もたくさんいる。
五社 和夫（ごしゃ かずお）
大森監督がベルリンで名を馳せた2作目からずっと大森の映画をプロデュースし続けている盟友。「五社プロ」の代表。彼の存在なくしてはその後の大森作品も生まれていなかっただろうと言われている。大森に全幅の信頼を寄せて裏方に徹するため、カネは出すが口は出さない。70を過ぎているが黒々とした髪をオールバックで整えていて、精悍な顔立ちはプロデューサーというよりスポーツ選手をイメージさせる。
小森 千寿（こもり せんじゅ）
大森組のカメラマン。カメラマンとしては日本で5本の指に入る実力者。大森の全作品を手掛けていて、斯界では大森・小森コンビなどと呼ばれている。大森より6歳年下の温和で気さくな男。大森には「千ちゃん」と呼ばれている。
雑司が谷の駅から徒歩20分の所にある瓦葺平屋建てに住んでいる。大森の新作撮りに宮藤を誘う。
平岡 伸弘（ひらおか のぶひろ）
キャストのスケジュール管理のみならず、スタッフ管理も完璧にこなす大森組の大黒柱的存在。長年大森組におり、しごかれた甲斐あって今は顔色だけで大森の言わんとすることがわかる。当初は今回の映画でも演出部チーフ助監督をつとめることになっていたが、帝都テレビのものいいにより、吉崎徹に変更されてしまう。
苫篠 哲（とましの てつ）
演出部チーフサード助監督。おっとりとした男。YouTubeに原稿や映像が流れているのを発見する。
土居 博司（どい ひろし）
美術監督。物腰は柔らか、見てくれもロマンスグレーの紳士。

### 帝都テレビ
曽根 雅人（そね まさと）
帝都テレビのプロデューサー。大森プロに出資するだけではなく、共同製作者として加われないなら資金提供はできないと五社に言い、無理矢理名を連ねた。スタッフ案とキャスト案に注文をつける。長身でやや胸を反っている姿勢をしているため、人を見下ろすのが常態になっている。喋る前から尊大さが透けてみえるような男で、口調は慇懃無礼。
撮影中、突然落ちてきたスポットライトの下敷きになり、全治2か月の怪我をする。
吉崎 徹（よしざき とおる）
帝都テレビのディレクター。曽根の使命で演出部チーフ助監督に就任。短髪を立てて流行りの細いメガネをかけて尖った格好をしているが、曽根の後ろに金魚のフンのようにくっついて登場するなど、腰巾着な性格が透けて見える。テレビドラマでは『セカンドウエディング』や『暁の大捜査線』などの人気作の演出を手掛けているが、劇場映画は今回が初。
後ろ盾になるはずの曽根が戦線離脱してからは、大森からも無視され続け、スタッフからも邪魔者扱いされているため、メイキング・フィルムを1人でただ黙々と撮り続ける。

### 演者
山下 マキ（やました マキ）
曽根の指名でヒロインの指宿梢役に押し上げられた女優。30歳。ここ最近、不名誉な話題でテレビや週刊誌の芸能欄をにぎわせている。負けん気が強い。
竹脇 裕也（たけわき ゆうや）
古手川和也役の俳優。整った顔立ちでアイドルグループの一員として芸能界デビューしたが、30歳を過ぎてアイドル扱いをされるのに嫌気がさしたのか、昨今はドラマに活動拠点を移している。一本調子の演技、傍若無人&俺様発言で鼻につく人物だが、出演するだけで視聴率は確保されるので、現在ゴールデンタイムで彼の顔を見ない週はない。文句や愚痴が多い。
三隅 謙吾（みすみけんご）
渡瀬警部役の俳優。今年65歳だが、50歳から歳をとるのをやめたような印象。
澤村 剛（さわむら つよし）
御前崎宗孝役の俳優。三隅と同じく重鎮と呼ばれる域の人物。紫綬褒章を受けたことがある名優。好々爺。
夏岡 優衣（なつおか ゆい）
有働さゆり役の女優。今年で42歳のベテラン女優。宝塚歌劇団出身で、舞台で鍛えられた演技力は折り紙つき。何度も著名な演技賞を受賞している。歯に衣を着せぬ物言いで、現場で人を泣かせることもしばしば。しかしその真意が真っ当で皆の気持ちを代弁することが多いため、ぶっちゃけ女優として有名ながらも芸能マスコミから叩かれることはない。
いづな 太郎（いづな たろう）
当真勝雄役のお笑いピン芸人。剽軽なキャラクターに特異な芸風が仇となって万人受けはしないものの、存在感は抜群。まるで生きた時限爆弾のようを見ているような危ない気分にさせられる。さほど知名度は高くないが、最近は深夜のバラエティ番組に準レギュラーとして顔を出し始めた。偉丈夫で肉太り、がっしりとした肩に乗る頭は五分刈り。笑うと目が細くなって愛嬌がある。監督の指示通りに動き、アレンジは一切加えない生真面目さで映画スタッフからは好感がもたれている。
李（り）廃車工場の従業員役で中国人。オーディションで選ばれたキャストで俳優ではない。
小柳 友希（こやなぎ ゆき）
歯科医院の看護師役。五社プロが推薦してきた新人。音大出身。

### 映画スタッフ
六車 圭輔（むぐるま けいすけ）
30歳になったばかりだが、ここ数年間に日本アカデミー賞優秀脚本賞や向田邦子賞などめぼしい脚本賞を総なめにし、ドラマもどれも高評化を得るなど、最近めきめきと頭角を現してきた若手脚本家。しかしその一方で演出にケチをつけてディレクターと対立したり、出来の悪い映画を公共の場で酷評するなど、トラブルメイカーとしても事欠かない。しかし格差やキャリアに拘ることなく常にその時点での俊英を求める大森により登用された。長髪にラフな服装、神経質そうな細面など、どこかの若い大学教授のよう。スタッフへの挨拶や礼儀は忘れない。
山下 麻衣（やました まい）
マキのマネージャーを務めている実の妹。相対する者の警戒心を木端微塵にするような笑顔をする。
樋口
制作部の部長。予算管理や費用配分を担当し、現場に顔を出すことは滅多にない。

### 警察関係者
宮藤 賢次（くどう けんじ）
警視庁捜査一課所属の刑事で、実は映一と1つ違いの弟。映画マニアの父の元で映一と共に育ち、今も共に映画好きなのは変わらないが、映一が順当に映画の道に進んだ一方、賢次は刑事モノに傾倒した挙句、本物の刑事になった。外見は映一とは似ても似つかずひょろりと背が高く目鼻立ちも整っていて、刑事というより刑事を演じている俳優に見える。近所からは賢弟愚兄と評されていた。
別件の捜査で調布警察署に出張していたところ、スポットライトの落下事件があったので現場にやってきた。
仁熊（にくま）
八王子署強行犯係の刑事。

### その他
絵里香（えりか）
映一の恋人。吊り目が魅惑的でもあり冷酷でもある。映一がまともに給料の出るテレビ局のADから、夢を追う映画の仕事に変えたことに納得しておらず、「あたしと映画とどっちが大事?」と迫る。製薬会社に勤めており、厚労省勤めの公務員からプロポーズされる。
大森 眞澄（おおもり ますみ）
宗俊の妻。天真爛漫な性格で、激情家の宗俊ともう40年以上連れ添っている。
五社 さつき（ごしゃ さつき）
和夫の妻。和夫より3歳年下でもうすぐ70歳だが、声はいまだに艶っぽく、小顔で目だけくりくりと大きい。関東テレビのプロデューサーで、最近は手掛ける作品数が減ったが、数々の名作を生み出したことで未だ業界では隠然たる力を持っている。テレビの新人にも詳しく、山下マキを最初にドラマに抜擢したこともある。昔、自分を巡って大森と和夫が恋のさや当てをしてことがあるといい、今でも大森に進言することができる稀有な人物。
宝来 兼人（ほうらい かねと）
「障碍者の将来を考える会」の弁護士。『災厄の季節』が精神障碍者を不当に扱っていると抗議、修正を求めて撮影現場に乗り込んでくる。40代前半で押し出しは強そうだが、強欲そうな目と厚い唇が下卑た印象を放っている。弁護士というより欲深な商売人といった風采。東京弁護士会会長候補、市民オンブズマン代表補佐、消費者問題研究会幹事、クレサラ問題対策委員などの肩書が9つほども並ぶ自己顕示欲の塊のような名刺を出してくる。昨今、法律の改正で借金整理だけでは食べられなくなったため、カネの臭いがするところならどこへでも鼻を突っ込んでくると専らの噂。
宮里（みやざと）
芸能レポーター。大森をインタビューしようとアポ無しで突然押しかけてくる。ショートボブ。切れ長の目に滑らかな鼻梁と条件はそろっているのに、物欲しげな表情が器量を台無しにしている。臆面のない物言いをする。
池谷
宮里と行動を共にしているカメラマン。
須崎（すざき）
大森が担ぎ込まれた時の担当医師。50がらみの男で太い眉と低い声が印象的。

## 劇中映画『災厄の季節』
数年前に埼玉県で起きた実際の連続殺人事件を基に、新米刑事が連続殺人をきっかけにある母子と出会い傷つきながら成長していく様を主軸とし、犯人を追い詰めていく過程を並行して描いた新人作家によるミステリー（ペラ〈200字詰め原稿用紙〉で253枚）。猟奇場面と暴力描写もさることながら、精神障害と刑法39条を核にしている。原作では古手川を中心に事件が展開していく若い刑事の成長譚として描かれていたが、今回の脚本では古手川が狂言回しとなり、三つの家族の悲劇を描くことに重点が変えられている。愛するものを失った人間の喪失感が新たな憎悪を引き起こし、連鎖していく。そうした人々の内面を追う一方で、受難と救済を描く。核となる部分を穏当にするとただのミステリーになるため映画化は困難とされていたが、映画界の巨匠・大森宗俊によって初めて映像化される。

### スタッフ
- 製作会社 - 大森プロダクション
- 配給 - 東芸
- 脚本 - 六車圭輔
- 原作 - 新人作家『災厄の季節』
- 監督 - 大森宗俊
- 製作 - 五社プロ→「災厄の季節」製作委員会（五社プロ、帝都テレビ（幹事会社）、博通堂、光文社）
- プロデューサー - 五社和夫→曽根雅人→五社和夫
- 演出部チーフ助監督 - 平岡伸弘→吉崎徹
- 演出部セカンド助監督 - 宮藤映一
- 演出部チーフサード助監督 - 苫篠哲
- 照明監督 - 末永孝志（すえながたかし）
- 美術監督 - 土居博司
- メイク - 陳端春（ちんたんしゅん）
- スクリプター - 平嶋亜沙美（ひらしまあさみ）
- 編集 - 高峰浩二（たかみねこうじ）
- 技斗 - 能美（のうみ）
- 撮影助監督 - 国松

### キャスト
- 古手川和也 - 竹脇裕也
- 渡瀬警部 - 三隅謙吾
- 指宿梢（いぶすきこずえ）[注 1] - 櫻井玲（さくらいれい）→山下マキ→山下麻衣
- 有働さゆり - 夏岡優衣
- 御前崎宗孝 - 澤村剛
- 当真勝雄- いづな太郎
- 廃車工場の従業員 - 李
- 歯科医院の看護師 - 小柳友希